# 鏡を見るヴィーナス (ルーベンス)
『鏡を見るヴィーナス』（かがみをみるヴィーナス、英: Venus in Front of the Mirror）は、フランドルの画家ピーテル・パウル・ルーベンスが1613年 - 1614年に描いた絵画。『鏡のヴィーナス』、『鏡を見るウェヌス』とも表記される。

## 概要

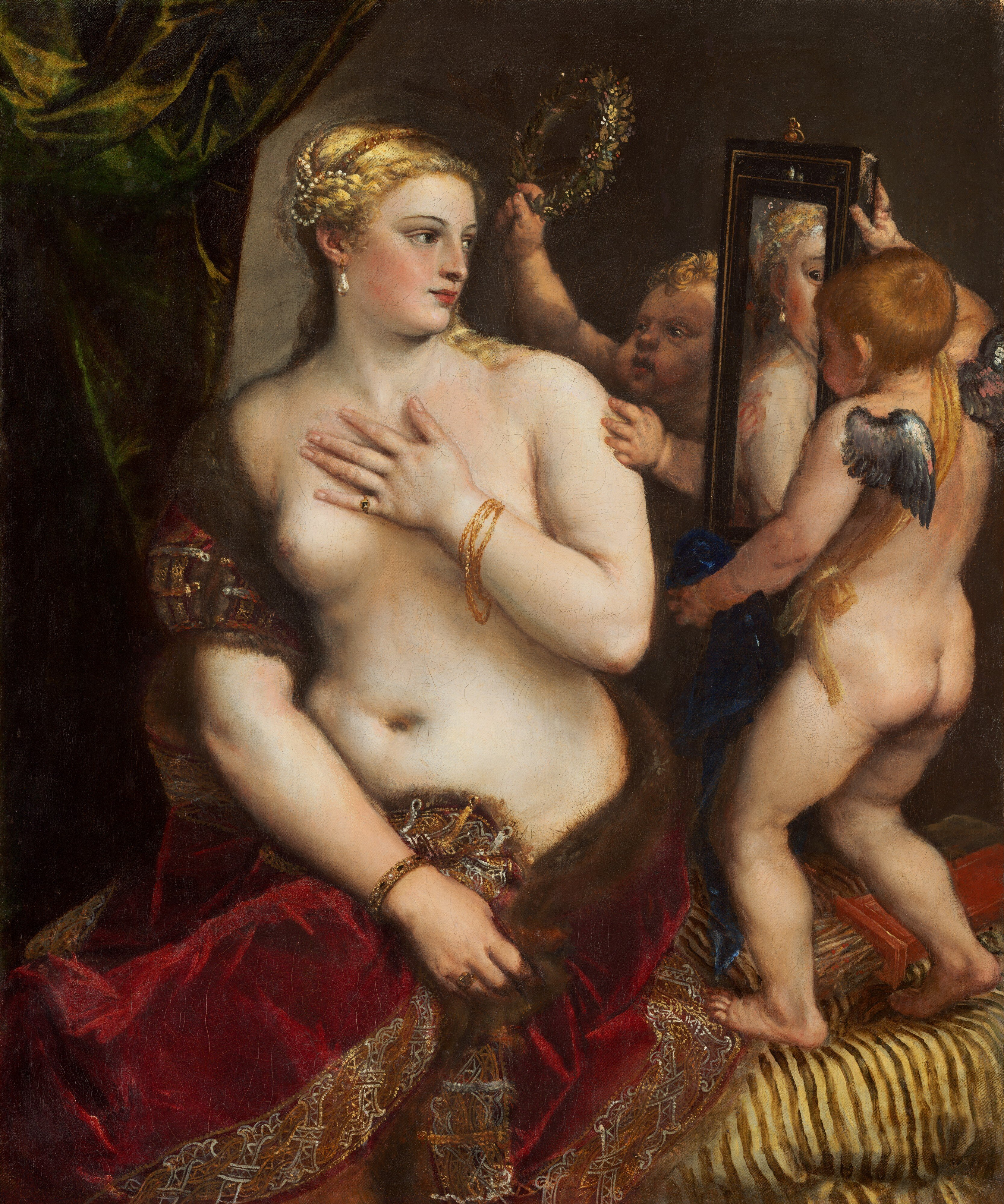
ティツィアーノ『鏡を見るヴィーナス』

本作は、イタリアの画家ティツィアーノ・ヴェチェッリオによって1555年頃に製作された『鏡を見るヴィーナス』(en:Venus with a Mirror) に倣って描かれたものであるとされている。縦 123 センチメートル、横 98 センチメートルの大きさをもつ。ファドゥーツのリヒテンシュタイン侯爵家コレクション所蔵。
ルーベンスは、本作を描く数年前の1608年に、イタリアを訪問している。アメリカ合衆国の画家ロバート・ラウシェンバーグは、1964年に発表した作品『パーシモン』 (Persimmon) において、本作のヴィーナスを画面の中心に据えている。

## 作品
画面の中心に描かれているヴィーナスは、風呂からあがったばかりである。彼女は、化粧室の中におり、黒みがかった赤色のオットマンに裸で腰かけている。傍らでは、浅黒い色の肌をもった使用人の女性が、ヴィーナスの髪を梳かしている。ヴィーナスは、白い布を手にしている。
ヴィーナスは、長く光沢のある金髪をもっており、また左腕などに高級感のあるアクセサリーを装着している。ヴィーナスは、鑑賞者に背中を向けているが、翼をもったキューピッドが掲げている八角形の鏡を通して鑑賞者のほうをじっと見つめている。